# Aleochara
Aleochara is een geslacht van kevers uit de familie van de kortschildkevers (Staphylinidae).

## Soorten
- Aleochara (Emplenota) albopila (Mulsant & Rey, 1852)
- Aleochara (Emplenota) curtidens Klimaszewski, 1984
- Aleochara (Emplenota) fucicola Sharp, 1874
- Aleochara (Polystomota) grisea (Kraatz, 1806)
- Aleochara (Emplenota) litoralis (Mäklin, 1853)
- Aleochara (Triochara) nubis (Assing, 1995)
- Aleochara (Emplenota) obscurella Gravenhorst, 1806
- Aleochara (Emplenota) pacifica (Casey, 1894)
- Aleochara (Emplenota) phycophila Allen, 1937
- Aleochara (Emplenota) puetzi (Assing, 1995)
- Aleochara (Polystomota) punctatella Motschulsky, 1858
- Aleochara (Coprochara) salsipotens Bernhauer, 1912
- Aleochara (Coprochara) squalithorax Sharp, 1888
- Aleochara (Coprochara) sulcicollis Mannerheim, 1843
- Aleochara (Triochara) trisulcata Weise, 1877
- Aleochara (Triochara) zerchei (Assing, 1995)